# Patinação de velocidade nos Jogos Pan-Americanos de 2011 - 300 m contra o relógio feminino
A competição dos 300 metros contra o relógio feminino foi um dos eventos da patinação de velocidade sobre rodas nos Jogos Pan-Americanos de 2011. Foi disputada por dez patinadoras no Patinódromo Pan-Americano em 26 de outubro.

## Calendário
Horário local (UTC-6).
| Data          | Horário | Fase  |
| ------------- | ------- | ----- |
| 26 de outubro | 16:00   | Final |

## Medalhistas
| Ouro   | COL Yersy Puello   |
| Prata  | CHI María Moya     |
| Bronze | MEX Veronica Elias |

## Resultados
| Pos.              | Patinadora         | País               | Tempo  |
| ----------------- | ------------------ | ------------------ | ------ |
| Medalha de ouro   | Yersy Puello       | COL Colômbia       | 26s444 |
| Medalha de prata  | María Moya         | CHI Chile          | 26s807 |
| Medalha de bronze | Veronica Elias     | MEX México         | 27s414 |
| 4                 | María Rodríguez    | ARG Argentina      | 27s491 |
| 5                 | Sara Sayasane      | USA Estados Unidos | 27s734 |
| 6                 | Sandra Buelvas     | VEN Venezuela      | 27s879 |
| 7                 | Jennifer Monterrey | CRC Costa Rica     | 28s965 |
| 8                 | Evelyn Ramos       | ESA El Salvador    | 29s464 |
| 9                 | Dalia Soberanis    | GUA Guatemala      | 30s389 |
| 10                | Morgane Echardour  | CAN Canadá         | 30s557 |